# پل امید
پل امید (به ترکی آذربایجانی: Ümid Körpüsü) یک پل نیمه‌قوسی به طول ۲۸۶ متر است که برای گذر از رود ارس در مرز جمهوری آذربایجان و ترکیه ساخته شده‌است. به این پل، پل حسرت هم می‌گویند.
این پل بین سال‌های ۱۹۹۱ تا ۱۹۹۲ ساخته شد و به‌طور رسمی در ۲۵ مه ۱۹۹۲ به همراه پاسگاه گمرک مرزی دیلوجو افتتاح شد. این پل در قدیم بورالتان نامیده می‌شود و به لحاظ تاریخی به خاطر رخدادی در سال ۱۹۴۵ بین اتحاد جماهیر شوروی و ترکیه معروف است.
این رخداد، معروف به کشتار پل بورالتان (به ترکی: Boraltan Köprüsü faciası) و مربوط است به بازگرداندن ۱۹۵ سرباز شوروی، توسط دولت ترکیه به اتحاد جماهیر شوروی. این سربازان متهم به نبرد برای آلمان در طول جنگ جهانی دوم بودند و به دلیل افزایش تنش میان ترکیه و اتحاد جماهیر شوروی، ترکیه برای جلوگیری از تنش بیشتر بین دو کشور این سربازان را تحویل شوروی داد و همه آن‌ها کمی پس از عبور از مرز به جرم خیانت اعدام شدند.